# Авлан
Авлан (фр. Avelin) насеље је и општина у североисточној Француској у региону Север-Па д Кале, у департману Север која припада префектури Лил.
По подацима из 2011. године у општини је живело 2.564 становника, а густина насељености је износила 186,34 становника/km². Општина се простире на површини од 13,76 km². Налази се на средњој надморској висини од 47 метара (максималној 58 m, а минималној 29 m).

## Демографија
| 1962. | 1968. | 1975. | 1982. | 1990. | 1999. | 2011. |
| ----- | ----- | ----- | ----- | ----- | ----- | ----- |
| 1.221 | 1.306 | 1.292 | 1.817 | 2.317 | 2.304 | 2.564 |

График промене броја становника у току последњих година